# Killers (албум на Кис)
Killers е втори компилационен албум на американската рок група Kiss. Издаден е на 15 юни 1982 г. от Phonogram Records.

## Обща информация
До 1982 г. популярността на Kiss е най-висока. През 1980 г. „Unmasked“ едва постига златна сертификация в САЩ. „Music from ''The Elder''“ се справя още по-зле, тъй като не успява да получи никаква сертификация и групата изобщо не заминава на турне.
Phonogram Records иска от Kiss да запише четири нови песни, които да бъдат включени в предстоящия албум с най-големите хитове. За разлика от прогресив рок-стилът от „Music from The Elder“, Phonogram иска специално хардрок песни.
Многобройни композитори и сесийни музиканти са наети за писането и записването на четирите нови песни на „Killers“, както и за следващия албум „Creatures of the Night“ (1982).
Въпреки че е изобразен на обложката на албума, соло китаристът и съосновател Ейс Фрели изобщо не участва в продукцията на „Killers“. По същество, той завършва активното си участие в Kiss от края на 1981 г., въпреки че няма да напусне официално групата до края на 1982 г., след излизането на „Creatures of the Night“.
Поради големия обем на концертни и сборни албуми на Kiss, които вече са налични на местния пазар, Phonogram решава да издаде албума извън САЩ. Албумът се продава в умерени стойности, достигайки най-високата си позиция от #6 в Норвегия. „Killers“ достига връх от #21 и #27 в Австралия и Япония, съответно. Също така, поради формата на буквите „SS“ в логото на групата, има две обложки: една със стандартно „S“ и една по-приемлива за Европа версия с обърнати „ZZ“.

## Състав
- Пол Стенли – вокали, ритъм китара
- Ейс Фрели – соло китара, беквокали (песни 3,4,5,6,9,10,11,12)
- Джийн Симънс – бас, вокали
- Питър Крис – барабани (песни 3,4,5,9,10,12)
- Боб Кулик – соло китара (песни 1,2,7,8)
- Ерик Кар – барабани (песни 1,2,7,8)
- Антон Фиг – барабани (песни 6,11)

## Песни
| 1. | I'm a Legend Tonight | 3:59 |
| 2. | Down on Your Knees   | 3:31 |
| 3. | Cold Gin             | 4:20 |
| 4. | Love Gun             | 3:17 |
| 5. | Shout It Out Loud    | 2:40 |
| 6. | Sure Know Something  | 3:59 |

| 1. | Nowhere to Run            | 4:32 |
| 2. | Partners in Crime         | 3:45 |
| 3. | Detroit Rock City         | 3:53 |
| 4. | God of Thunder            | 4:11 |
| 5. | I Was Made for Lovin' You | 4:18 |
| 6. | Rock & Roll All Nite      | 3:58 |